# 住友橡膠
住友橡膠工業株式會社（日語：住友ゴム工業株式会社）為日本的輪胎製造商，隸屬於住友集團。該公司創業於1909年，註冊成立於1917年3月6日，主要產品為輪胎（轎車、建設車輛、農耕機、賽車、摩托車等）、鋁合金輪圈、精密橡膠製品（高爾夫球與網球）等。
若以年度銷售額計算，2014年該公司在全世界排行第6名。而該公司在歐洲及美國的業務，則由具有同盟關係的固特異輪胎公司拓展。

## 公司概況
住友集團與英國登祿普輪胎的關係須回溯至1909年，後者成立日本工廠，製造自行車內外胎、人力車硬胎等產品。而住友集團則於1960年起成為此工廠之股東，此後兩家公司保持密切的合作關係，1963年住友集團收購登祿普日本分公司，並改名成沿用至今的住友橡膠工業株式會社。
1985年英國BTR公司收購登祿普輪胎的汽車輪胎資產部分，包含登祿普品牌的使用權。不過，由於登祿普的美國與澳洲分公司係獨立運作，BTR公司並沒有一起收購這兩家分公司。後來，在1986年11月20日住友橡膠以2億2千5百萬美元收購登祿普美國分公司。
1999年2月4日住友橡膠宣布與美國的固特異輪胎進行全球策略聯盟，雙方互相擁有對方的部份股權，且在北美洲、歐洲和日本設立四家合資公司。另外根據雙方之協議，固特異收購英國登祿普輪胎75%的股權。
2003年7月1日收購日本大津輪胎（日語：オーツタイヤ株式会社，其品牌為Falken）。

## 旗下事業單位與關係企業

### SRI運動公司
SRI運動公司（日語：SRIスポーツ株式会社）是隸屬於住友橡膠旗下的運動用品製造銷售公司，主要產品為高爾夫球、網球及其相關器具用品，擁有的品牌則為史力勝（Srixon）、克里夫蘭高爾夫（Cleveland Golf）、Never Compromise、XXIO等。此外，該公司也在臺灣、韓國與日本銷售登祿普運動（Dunlop Sport）的高爾夫球與網球用品。

### 其他關係企業
- 日本固特異公司
- 登祿普固特異輪胎公司
- SRI輪胎貿易公司：主要為進口輪胎
- 住橡膠產業公司
- 登祿普家庭用品公司：主要為橡膠手套、菜瓜布等
- SRI物流運輸公司

### 事業單位
- 總部：兵庫縣神戶市中央區脇浜町3丁目6番9號
- 東京總部：東京都江東區豐洲3丁目3番3號
- 日本境內工廠：
  - 名古屋工廠：愛知縣豐田市新生町4丁目1番地
  - 白河工廠：福島縣白河市雙石廣久保1番地
  - 泉大津工廠：大阪府泉大津市河原町9番1號
  - 宮崎工廠：宮崎縣都城市都北町3番
  - 加古川工廠：兵庫縣加古川市野口町北野410-1
- 海外工廠：
  - 中山工廠：中國廣東省中山市
  - 常熟工廠：中國江蘇省常熟市：即為華豐橡膠常熟廠址
  - 湖南工厂：中国湖南省长沙县
  - 印尼工廠
  - 泰國工廠
  - 越南工廠
- 試驗中心：
  - 岡山輪胎試驗中心
  - 名寄輪胎試驗中心
  - 旭川輪胎試驗中心
  - 登祿普高爾夫科學中心
- 海外辦事處：洛杉磯、聖地牙哥、亞特蘭大多倫多、巴西、杜拜、吉達、新加坡、墨爾本等地

## 公司沿革
- 1909年：英國登祿普輪胎至日本設廠，生產自行車內外胎、人力車硬胎。
- 1911年：該工廠開始生產橡膠管、橡膠手套、橡膠水枕。
- 1913年：開始生產汽車輪胎，乃日本首度國産之輪胎。
- 1917年：以118萬日圓之資本向日本政府登記為公司。
- 1930年：開始生產高爾夫球與硬式網球。
- 1935年：開始生產摩托車胎。
- 1944年：泉大津工廠投產。
- 1951年：開始生產印刷用膠印橡皮布。
- 1954年：首度開發無內胎之輪胎。
- 1960年：住友集團參與投資。
- 1961年：名古屋工廠投產。
- 1963年：改由住友集團經營，並將公司名稱變更成「住友橡膠工業株式會社」。
- 1964年：開始生產高爾夫球桿頭。
- 1966年：發表日本首條國產之輻射層輪胎（英语：Radial tire）「SP3」。
- 1967年：開始生產防舷材。
- 1972年：加古川工廠投產。
- 1974年：白河工廠投產。
- 1976年：宮崎工廠投產，開發日本國產首條F1賽車胎。
- 1984年：收購英國登祿普輪胎位於英國境內六家工廠與輪胎技術中央研究所。
- 1986年：收購美國登祿普輪胎公司；完成岡山輪胎試驗中心。
- 1994年：完成新總部大樓。
- 1995年：由於阪神大地震，暫時關閉神戸工廠。
- 1996年：市島工廠投產。
- 1997年：成立印尼工廠。
- 1999年：與美國的固特異輪胎進行全球策略聯盟。
- 2001年：成立中國中山工廠。
- 2003年：與日本大津輪胎（（日語）オーツタイヤ株式会社）合併；設立SRI運動公司、SRI混合公司（（日語）SRIハイブリッド株式会社）。
- 2004年：成立中國常熟工廠。
- 2006年：成立泰國工廠，SRI運動公司股票上市。
- 2007年：成立越南工廠。
- 2009年：創業100周年紀念，成立白河研修所與輪胎技術中心。
- 2010年：整合登祿普大津輪胎公司及SRI混合公司。

## 外部連結
- （日語）日本官方網站（页面存档备份，存于）
- 英文官方網站（页面存档备份，存于）